# دزدان دریایی (فیلم ۲۰۱۴)
دزدان دریایی (انگلیسی: The Pirates) یک فیلم درام تاریخی در سبک ماجراجویی، اکشن، و کمدی است که در سال ۲۰۱۴ از سوی لوته انترتیمنت منتشر شد. از بازیگران آن می‌توان به سون یه-جین و کیم نام گیل اشاره کرد.